# قطعنامه ۱۹۲۳ شورای امنیت
قطعنامه ۱۹۲۳ شورای امنیت سازمان ملل متحد که در تاریخ ۲۵ مه ۲۰۱۰ تصویب شد، سندی بین‌المللی دربارهٔ بررسی وضعیت در چاد، جمهوری آفریقای مرکزی و نواحی است. این قطعنامه طی نشست ۶۳۲۱ام با ۱۵ رای موافق، ۰ مخالف و ۰ ممتنع تصویب شد.